# Marcus Lollius Paulinus Decimus Valerius Asiaticus
 (avril 2022).
Si vous disposez d'ouvrages ou d'articles de référence ou si vous connaissez des sites web de qualité traitant du thème abordé ici, merci de compléter l'article en donnant les références utiles à sa vérifiabilité et en les liant à la section « Notes et références ».
Marcus Lollius Paulinus Decimus Valerius Asiaticus Saturninus (né Decimus Valerius Asiaticus Saturninus) est un sénateur et homme politique de l'Empire romain.

## Biographie
Il est le fils de Decimus Valerius Asiaticus et de Lollia Saturnina. Son père est tout d'abord légat de Gaule Belgique, puis devient gouverneur de la province sous Néron. Après 70 , Vespasien remarie sa belle-mère Vitellia avec un homme au nom inconnu. Il est adopter par sa grand mère Lollia Saturnina, où selon Bernard J.Kavanagh, par son grand-père maternel, un Marcus Lollius Paulinus inconnu, (peut être le Marcus Lollius Paulinus connut par une inscription d'Ostie), cette adoption peut être datée entre la naissance de son fils (vers 90/91) et son consulat en 94.
Il a comme femme Valeria Catulla Messallina, probablement la fille de Lucius Valerius Catullus Messallinus, donc naît un fils, Decimus Valerius Taurus Catullus Messallinus Asiaticus.

## Carrière
Une inscription retrouvée au Tivoli donne certains détails de son cursus honorum. Saturninus commence ainsi sa carrière comme l'un des magistrats des Tresviri Monetalis, le plus prestigieux des quatre sous-collèges du vigintivirat. Les autres honneurs apparaissant sur l'inscription indiquent qu'il est un membre des  Saliens. À 25 ans, il devient questeur, avant de devenir, par la suite, prêteur.
Il est consul suffect de mai à août 94 avec pour collègue Caius Antius Aulus Iulius Quadratus. Puis gouverneur d'Asie en 108-109. Werner Eck rapporte qu'une inscription le mentionne en tant que gouverneur d'Hispanie tarragonaise sous le règne d'Hadrien. Alors que, de 124 à 134, il est préfet de Rome.
Il est également consul ordinaire pour l'année 125 avec pour collège Lucius Tidius Epidius Aquilinus.